# Casa da Fazenda Brejo dos Padres
A casa da Fazenda Brejo dos Padres faz parte da atual Fazenda Bom Jardim, localizada no município de Caetité, no estado da Bahia. É uma construção tombada pela IPAC-BA por sua importância cultural.

## Histórico

### Antecedentes
As terras existentes em Caetité faziam parte da sesmaria dos Guedes de Brito, grandes criadores de gado do século XVII. A região começa a ser povoada durante o século XVIII com a descoberta de ouro no local, o que motivou a criação de um ponto de parada entre Minas Gerais e a Chapada Diamantina.

### Fundação
A fazenda Brejo dos Padres foi fundada no século XVIII na Vila de Rio de Contas, atual Caetité, por padres que se dedicavam à pesquisa do ouro nas minas de Paty e à criação do gado. Foram proprietários da fazenda: Francisco Vieira Lima, padre Miguel Lima, João Calmon, D. Joana de Brito e outros.
Em 1964, Joaquim Alves Teixeira vende o imóvel, havido de Pedro Joaquim Cruz a Manoel Lisboa Fernandes, conforme escritura pública. Três anos depois, Clarindo Pereira da Silva adquiriu a propriedade das mãos de Manoel Fernandes dos Santos. Atualmente, o casarão está localizado dentro da Fazenda Bom Jardim.

## Galeria de imagens
| {{{caption}}}                               |
| Vista da casa a partir da estrada de acesso |

| {{{caption}}}                    |
| Vista frontal e lateral esquerda |

| {{{caption}}}      |
| Varanda dos fundos |

| {{{caption}}} |
| Vista frontal |